# BBC Radio 1 Live in Concert
BBC Radio 1 Live in Concert е първият лайф албум на британската рок група Назарет, издаден през 1972 година.

## Списък на песните
Всички песни са написани от Пит Агню, Мани Чарлтън, Дан Маккафърти и Дарел Суит, освен посочените.
1. „Morning Dew“ – 7:05 (Добсън, Роуз)
2. „Alcatraz“ – 3:53 (Ръсел)
3. „Vigilante Man Guthrie“ – 5:12
4. „Razamanaz“ – 4:04
5. „Night Woman“ – 3:26
6. „Broken Down Angel“ – 4:03
7. „Country Girl“ – 4:19
8. „Woke up This Morning“ – 4:40
9. „Called Her Name“ – 4:19
10. „Black Hearted Woman“ – 9:51 (Алмен)

## Състав
- Пит Агню – бас китара, пиано, бек вокали
- Мани Чарлтън – китара, беквокали
- Дан Маккафърти – вокали
- Дарел Суит – барабани, ударни, беквокали